# Kos-agacsi járás
A Kos-agacsi járás (oroszul Кош-Агачский район, dél-altáj nyelven Кош-Агаш аймак) Oroszország egyik járása az Altaj köztársaságban. Székhelye Kos-Agacs.

## Népesség
- 2002-ben 17 353 lakosa volt, melyből 9517 kazah, 7292 altaj (337 telengittel és 1 tubalárral együtt), 384 orosz stb.
- 2010-ben 18 263 lakosa volt, melyből 9747 kazah, 7393 altaj (815 telengittel, 8 tubalárral és 4 cselkánnal együtt), 587 orosz, 24 tatár, 21 tuva.